# 高米店北站
高米店北站是一个位于中国北京市大兴区高米店街道兴华大街、香园路交叉口北侧，属于北京地铁大兴线的地铁车站。

## 位置
高米店北站位于兴华大街同香园路的交汇处。

## 结构

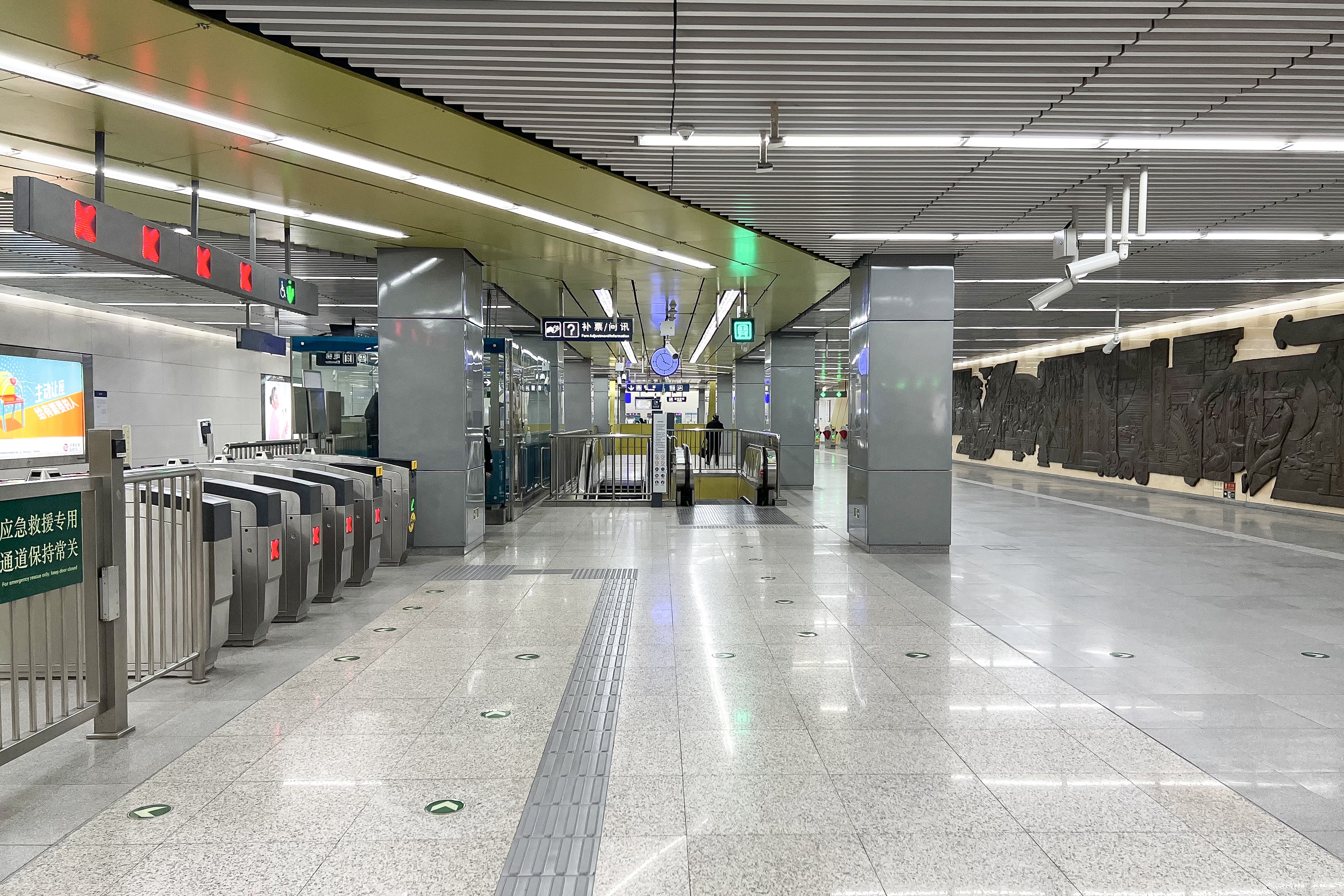
站厅

该站为地下车站，岛式站台设计。设4个出入口：A（西北）、B1（东北）、B2（东北）、D（西南）。站内有錾铜工艺装饰《首邑祥云》。站外有2处公交换乘港。月台北端设有一条存车线。
| 地面层          | 地面                         | A-D出入口                             |
| 地下一层 站厅层 | 站厅                         | 客务中心、自动售票机、进出站闸机      |
| 地下二层 站台层 |                              | █ 大兴线往安河桥北（4号线）（西红门） |
| 地下二层 站台层 | 岛式站台，左側開门           |                                       |
| 地下二层 站台层 | █ 大兴线往天宫院（高米店南） |                                       |

## 出入口
|                       |                  |                  |      |            |  |
| 编号                  | 指示             | 建议前往的目的地 | 图片 | 无障碍设施 |  |
| 出口 · A · 升降机标志 | 兴华大街（西侧） |                  |      |            |  |
| 出口 · B · 1          | 兴华大街（东侧） |                  |      | 不適用     |  |
| 出口 · B · 2          | 兴华大街（东侧） |                  |      | 不適用     |  |
| 出口 · D              | 香园路（北侧）   |                  |      | 不適用     |  |
| 註： 設有             |                  |                  |      |            |  |